# Campionati europei di ciclismo su pista 2025 - Velocità a squadre femminile
La gara della velocità a squadre femminile ai Campionati europei di ciclismo su pista 2025 si svolse il 12 febbraio 2025 presso il Omnisport Heusden-Zolder di Heusden-Zolder, in Belgio.

## Risultati

### Qualificazioni
Tutte le squadre avanzano al primo turno.
| Pos | Nazione                                                            | Tempo  | Diff.  | Note |
| --- | ------------------------------------------------------------------ | ------ | ------ | ---- |
| 1   | Paesi Bassi Kimberly Kalee Hetty van de Wouw Steffie van der Peet  | 46.833 |        | Q    |
| 2   | Germania Pauline Grabosch Lea Friedrich Clara Schneider            | 47.108 | +0.275 | Q    |
| 3   | Regno Unito Rhianna Parris-Smith Lauren Bell Rhian Edmunds         | 47.168 | +0.335 | Q    |
| 4   | Polonia Marlena Karwacka Nikola Seremak Urszula Łoś                | 48.020 | +1.187 | Q    |
| 5   | Italia Siria Trevisan Matilde Cenci Miriam Vece                    | 49.066 | +2.233 | Q    |
| 6   | Rep. Ceca Anna Jaborníková Veronika Jaborníková Kateřina Peterková | 49.706 | +2.873 | Q    |
| 7   | Ucraina Viktoriia Polishchuk Oleksandra Lohviniuk Alla Biletska    | 50.191 | +3.358 | Q    |

### Primo turno
I vincitori delle batterie vengono ordinati per tempo, i primi due avanzano alla finale per l'oro, gli altri due alla finale per il bronzo.
| Heat | Pos | Nazione                                                            | Tempo  | Note |
| ---- | --- | ------------------------------------------------------------------ | ------ | ---- |
| 1    | 1   | Polonia Marlena Karwacka Nikola Seremak Paulina Petri              | 47.949 | QB   |
| 1    | 2   | Italia Miriam Vece Siria Trevisan Beatrice Bertolini               | 48.817 |      |
| 2    | 1   | Regno Unito Rhianna Parris-Smith Lauren Bell Rhian Edmunds         | 46.905 | QG   |
| 2    | 2   | Rep. Ceca Anna Jaborníková Veronika Jaborníková Kateřina Peterková | 49.434 |      |
| 3    | 1   | Germania Lea Friedrich Pauline Grabosch Clara Schneider            | 47.060 | QB   |
| 3    | 2   | Ucraina Alla Biletska Oleksandra Lohviniuk Viktoriia Polishchuk    | 49.976 |      |
| 4    | 1   | Paesi Bassi Kimberly Kalee Hetty van de Wouw Steffie van der Peet  | 46.764 | QG   |

### Finali
| Pos                  | Nazione                                                           | Tempo  | Distacco | Note |
| -------------------- | ----------------------------------------------------------------- | ------ | -------- | ---- |
| Finale per l'oro     |                                                                   |        |          |      |
| 1                    | Paesi Bassi Kimberly Kalee Hetty van de Wouw Steffie van der Peet | 46.322 |          |      |
| 2                    | Regno Unito Lauren Bell Rhian Edmunds Rhianna Parris-Smith        | 46.929 | +0.607   |      |
| Finale per il bronzo |                                                                   |        |          |      |
| 3                    | Germania Lea Friedrich Pauline Grabosch Clara Schneider           | 47.333 |          |      |
| 4                    | Polonia Marlena Karwacka Urszula Łoś Nikola Seremak               | 47.952 | +0.619   |      |